# بيتر شالوليلي
بيتر شالوليلي (مواليد 23 أكتوبر 1993) هو لاعب كرة قدم ناميبي يلعب في مركز المهاجم في نادي ماميلودي صن داونز2011.
.

## روابط خارجية
- بيتر شالوليل على موقع قاعدة بيانات كرة القدم.إي يو (الإنجليزية)
- بيتر شالوليل على موقع ناشيونال فوتبول تيمز (الإنجليزية)
- بيتر شالوليل على موقع Soccerway.com (الإنجليزية)
- بيتر شالوليل على موقع عالم كرة القدم.نت (الإنجليزية)